# Saint-Pourçain-sur-Besbre
Saint-Pourçain-sur-Besbre är en kommun i departementet Allier i regionen Auvergne-Rhône-Alpes i de centrala delarna av Frankrike. Kommunen ligger  i kantonen Dompierre-sur-Besbre som ligger i arrondissementet Moulins. År 2022 hade Saint-Pourçain-sur-Besbre 368 invånare.

## Befolkningsutveckling
Antalet invånare i kommunen Saint-Pourçain-sur-Besbre
Referens: INSEE